# Puentedura (kommunhuvudort)
Puentedura är en kommunhuvudort i Spanien.   Den ligger i provinsen Provincia de Burgos och regionen Kastilien och Leon, i den centrala delen av landet, 180 km norr om huvudstaden Madrid. Puentedura ligger 865 meter över havet och antalet invånare är 116.
Terrängen runt Puentedura är platt västerut, men österut är den kuperad. Puentedura ligger nere i en dal. Runt Puentedura är det mycket glesbefolkat, med 2 invånare per kvadratkilometer. Närmaste större samhälle är Lerma, 14,7 km väster om Puentedura. Trakten runt Puentedura består till största delen av jordbruksmark.